# 고대 교회 슬라브어

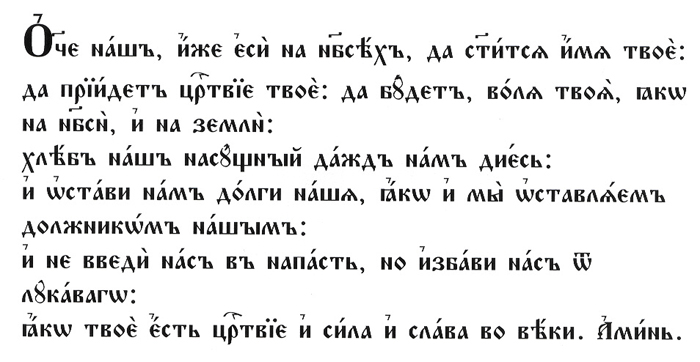

고대 교회 슬라브어(Old Church Slavonic, ⰔⰎⰑⰂⰡⰐⰠⰔⰍⰟ, словѣ́ньскъ ѩзꙑ́къ)는 남슬라브어의 방언에 기초한 가장 오래된 문자어로 현대 동슬라브어파 문자어의 전신에 해당하는 언어이다.
현재의 슬라브어들과 공통점이 모어인 만큼 매우 많다(문자 제외). 현재는 사멸한지 오래되어 사어로서 슬라브어권 정교회 성당에서 성경을 읽거나 기도를 드릴때만 일부 제한적으로 사용되고 있는 상태이다.

## 음운론

### 자음
|        | 순음 | 치음  | 경구개음 | 연구개음 |
| ------ | ---- | ----- | -------- | -------- |
| 파열음 | p b  | t d   |          | k ɡ      |
| 파찰음 |      | t͡s d͡z | t͡ʃ d͡ʒ    |          |
| 마찰음 |      | s z   | ʃ ʒ      | x ɣ      |
| 비음   | m    | n     | nʲ       |          |
| 설측음 |      | l     | lʲ       |          |
| 전동음 |      | r     | rʲ       |          |
| 접근음 | ʋ    |       | j        |          |

### 모음
| 전설 모음 | 중설 모음 | 후설 모음 |
| --------- | --------- | --------- |
| i /i/     | y /ɨ/     | u /u/     |
| ь/ĭ /ɪ/   | ъ/ŭ /ɜ/   |           |
| e /e/     |           | o /o/     |
| ě /æ/     | a /ä/     |           |

| 전설 모음 | 후설 모음 |
| --------- | --------- |
| ę /ẽ/     | ǫ /õ/     |

## 참고 문헌
- 김영태 (2005). “그리스어와 교회슬라브어와의 상관관계 - 키예프 루시의 성자전과 연대기의 차용어와 축어역을 중심으로 -”. 《슬라브硏究》 (한국외국어대학교 출판부) 21 (2): 363-384.

## 같이 보기
- 교회 슬라브어